# ロベルト・カンマレーレ
ロベルト・カンマレーレ（Roberto Cammarelle、1980年7月30日 - ）は、イタリアのボクシング選手である。ミラノ出身。サウスポー。身長190cm、体重103kg。
2007年にシカゴで行われた世界ボクシング選手権のスーパーヘビー級（91kg超）に出場し優勝を果たすと2009年にミラノで行われた世界ボクシング選手権のスーパーヘビー級（91kg超）に出場し優勝を果たし世界ボクシング選手権連覇を成し遂げ、2008年の北京オリンピックでもスーパーヘビー級（91kg超）で金メダルを獲得した。

## 生い立ち
両親はバジリカータ州の人で、父のアンジェロ・カンマレーレはリオネーロ・イン・ヴルトゥレ、母のジョヴァンナ・カラフェはフィリアーノの出身であり、彼が生まれる前にチニゼッロ・バルサモに移住してきた。職業は警官である。

## アマチュアでの実績
2004年2月にクロアチアのプーラで行われたヨーロッパアマチュアボクシング選手権でのスーパーヘビー級（91kg超）に出場し、決勝でロシアのアレクサンデル・ポベトキンに敗れ銀メダルを獲得した。
2004年8月のアテネオリンピックのスーパーヘビー級（91kg超）に出場し、準決勝でまたもロシアのアレクサンデル・ポベトキンに敗れて銅メダルを獲得した。
2005年11月に綿陽市で行われた世界ボクシング選手権のスーパーヘビー級（91kg超）に出場し、準決勝でロシアのローマン・ロマンチュクに敗れて銅メダルを獲得した。尚、ロマンチュクは決勝でキューバのオドラニエル・ソリスに敗れ銀メダルを獲得した。